# Natação no Campeonato Mundial de Esportes Aquáticos de 2019 - 4x100 m livre feminino
A prova do revezamento 4x100 metros livre feminino da natação no Campeonato Mundial de Esportes Aquáticos de 2019 ocorreu no dia 21 de julho, em Gwangju, na Coreia do Sul. 

## Recordes
Antes desta competição, os recordes mundiais e do campeonato nesta prova eram os seguintes:
| Tipo                  | Atleta    | Tempo   | Local      | Data                 |
| --------------------- | --------- | ------- | ---------- | -------------------- |
|                       | Austrália | 3:30.05 | Gold Coast | 5 de abril de 2018   |
| Recorde do campeonato | Austrália | 3:31.48 | Cazã       | 24 de agosto de 2015 |

Os seguintes novos recordes foram estabelecidos durante esta competição. 
| Data        | Prova | Nacionalidade | Tempo   | Recordes              |
| ----------- | ----- | ------------- | ------- | --------------------- |
| 21 de julho | Final | Austrália     | 3:30.21 | Recorde do campeonato |

## Medalhistas
| Ouro                                                                                            | Prata | Bronze                                                                                  |
| Austrália · Bronte Campbell · Brianna Throssell · Emma McKeon · Cate Campbell · Madison Wilson* | Estados Unidos · Mallory Comerford · Abbey Weitzeil · Kelsi Dahlia · Simone Manuel · Allison Schmitt* · Margo Geer* · Lia Neal* | Canadá · Kayla Sanchez · Taylor Ruck · Penny Oleksiak · Maggie MacNeil · Rebecca Smith* |

*Participaram apenas das eliminatórias, mas também receberam medalhas.

## Cronograma
Todos os horários são locais (UTC+9). 
| Data        | Hora  | Evento        |
| ----------- | ----- | ------------- |
| 21 de julho | 12:21 | Eliminatórias |
| 21 de julho | 21:33 | Final         |

## Resultados

### Eliminatórias
Esses foram os resultados das eliminatórias. Foram realizadas no dia 21 de julho com início às 12:21. 
| Colocação | Bateria | Raia | Nacionalidade  | Nadadoras                                                                                             | Tempo   | Notas            |
| --------- | ------- | ---- | -------------- | --- | ------- | ---------------- |
| 1         | 2       | 4    | Austrália      | Cate Campbell (52.44) Brianna Throssell (53.66) Madison Wilson (53.90) Bronte Campbell (53.39)        | 3:33.39 | Q                |
| 2         | 2       | 5    | Canadá         | Kayla Sanchez (53.61) Penny Oleksiak (52.75) Rebecca Smith (54.37) Maggie MacNeil (54.00)             | 3:34.73 | Q                |
| 3         | 2       | 1    | Suécia         | Michelle Coleman (54.33) Sarah Sjöström (51.91) Hanna Eriksson (55.70) Louise Hansson (54.09)         | 3:36.03 | Q                |
| 4         | 1       | 4    | Estados Unidos | Allison Schmitt (55.04) Abbey Weitzeil (53.07) Margo Geer (53.61) Lia Neal (54.41)                    | 3:36.13 | Q                |
| 5         | 2       | 3    | Japão          | Rika Omoto (54.21) Tomomi Aoki (54.01) Aya Sato (53.98 ) Rio Shirai (53.97)                           | 3:36.17 | Q,               |
| 6         | 1       | 5    | Países Baixos  | Kim Busch (55.39) Femke Heemskerk (52.60) Kira Toussaint (54.32) Ranomi Kromowidjojo (54.31)          | 3:36.62 | Q                |
| 7         | 1       | 3    | China          | Zhu Menghui (54.56) Wu Qingfeng (54.99) Wang Jingzhuo (54.76) Yang Junxuan (53.58)                    | 3:37.89 | Q                |
| 8         | 1       | 2    | Alemanha       | Annika Bruhn (55.35) Reva Foos (54.85) Julia Mrozinski (54.28) Jessica Steiger (54.07)                | 3:38.55 | Q                |
| 9         | 1       | 6    | Rússia         | Daria S Ustinova (54.55) Maria Kameneva (53.99) Sofya Lobova (55.55) Arina Openysheva (54.85)         | 3:38.94 |                  |
| 10        | 1       | 7    | Hong Kong      | Camille Cheng (55.23) Siobhan Haughey (52.89) Ho Nam Wai (56.64) Tam Hoi Lam (55.64)                  | 3:40.40 |                  |
| 11        | 1       | 0    | Chéquia        | Barbora Seemanová (55.09) Anna Kolářová (55.93) Simona Kubová (55.50) Anika Apostalon (54.26)         | 3:40.78 | Recorde nacional |
| 12        | 2       | 7    | Polónia        | Katarzyna Wilk (55.03) Alicja Tchórz (55.00) Dominika Kossakowska (55.80) Aleksandra Polańska (55.18) | 3:41.01 |                  |
| 13        | 2       | 2    | Suíça          | Nina Kost (56.03) Alexandra Touretski (55.95) Maria Ugolkova (54.22) Noémi Girardet (55.10)           | 3:41.30 |                  |
| 14        | 2       | 6    | Dinamarca      | Julie Kepp Jensen (55.45) Signe Bro (55.97) Jeanette Ottesen (54.85) Emily Gantriis (55.93)           | 3:42.20 |                  |
| 15        | 2       | 0    | Coreia do Sul  | Lee Kun-a (55.80) Jeong So-eun (55.22) Choi Ji-won (55.97) Jung You-in (55.59)                        | 3:42.58 | Recorde nacional |
| 16        | 2       | 8    | Turquia        | Selen Özbilen (55.30) Gizem Güvenç (55.63) Viktoriya Zeynep Güneş (55.89) Ekaterina Avramova (56.21)  | 3:43.03 | Recorde nacional |
| 17        | 1       | 1    | Singapura      | Quah Ting Wen (55.43) Cherlyn Yeoh (54.96) Christie Chue (56.42) Quah Jing Wen (56.30)                | 3:43.11 | Recorde nacional |
| 18        | 1       | 8    | África do Sul  | Erin Gallagher (55.17) Tayla Lovemore (56.21) Emma Chelius (55.28) Rebecca Meder (56.69)              | 3:43.35 | Recorde africano |

### Final
A final foi realizada em 21 de julho às 21:33. 
| Colocação         | Raia | Nacionalidade  | Nadadoras                                                                                     | Tempo   | Notas            |
| ----------------- | ---- | -------------- | --------------------------------------------------------------------------------------------- | ------- | ---------------- |
| Medalha de ouro   | 4    | Austrália      | Bronte Campbell (52.85) Brianna Throssell (53.34) Emma McKeon (52.57) Cate Campbell (51.45)   | 3:30.21 | {{CR]}           |
| Medalha de prata  | 6    | Estados Unidos | Mallory Comerford (52.98) Abbey Weitzeil (52.66) Kelsi Dahlia (53.46) Simone Manuel (51.92)   | 3:31.02 | '                |
| Medalha de bronze | 5    | Canadá         | Kayla Sanchez (53.72) Taylor Ruck (52.19) Penny Oleksiak (52.69) Maggie MacNeil (53.18)       | 3:31.78 | Recorde nacional |
| 4                 | 7    | Países Baixos  | Kim Busch (55.23) Ranomi Kromowidjojo (52.92) Kira Toussaint (54.76) Femke Heemskerk (52.41)  | 3:35.32 |                  |
| 5                 | 1    | China          | Yang Junxuan (53.68) Zhu Menghui (53.39) WWu Qingfeng (54.26) Wang Jingzhuo (54.50)           | 3:35.83 |                  |
| 6                 | 3    | Suécia         | Sarah Sjöström (52.23) Michelle Coleman (53.88) Louise Hansson (54.33) Sophie Hansson (55.89) | 3:36.33 |                  |
| 7                 | 2    | Japão          | Tomomi Aoki (54.62) Aya Sato (53.91) Rio Shirai (54.23) Rika Omoto (54.03)                    | 3:36.79 |                  |
| 8                 | 8    | Alemanha       | Jessica Steiger (54.59) Julia Mrozinski (55.02) Reva Foos (54.72) Annika Bruhn (54.74)        | 3:39.07 |                  |

Legenda
| Recorde mundial       | Recorde mundial (World record)               |                       | Recorde africano                      | Recorde africano (African) |                                           | Q | Classificado por posição (Qualified) |
| Recorde do campeonato | Recorde do campeonato (Championship record)  | Recorde da América    | Recorde da América (Americas)         | q                          | Classificado por melhor tempo (Qualified) |   |                                      |
| Melhor marca do ano   | Melhor marca do ano (World leading)          | Recorde asiático      | Recorde asiático (Asian)              | DNS                        | Não largou (Did not start)                |   |                                      |
| Recorde nacional      | Recorde nacional (National record)           | Recorde europeu       | Recorde europeu (European)            | DNF                        | Não terminou (Did not finish)             |   |                                      |
| Recorde pessoal       | Recorde pessoal do atleta (Personal best)    | Recorde da Oceania    | Recorde da Oceania (Oceania)          | DSQ / DQ                   | Desclassificado (Disqualified)            |   |                                      |
| Recorde da temporada  | Recorde da temporada do atleta (Season best) | Recorde sul-americano | Recorde sul-americano (South America) | NM                         | Sem marca (No mark)                       |   |                                      |